# Storia mineraria di Ozieri
L'industria mineraria sarda ha origini antichissime: alcune cave di ossidiana e selce si fanno risalire al VI millennio a.C.

## Storia

### Dall'antichità al medioevo
La Cultura di Ozieri (III millennio a.C.) arricchisce la manifattura con oggetti di steatite, vari tipi di pietra e quarzi, la metallurgia (per lo più rame e argento) viene già verso la metà del III millennio, in ambito della Cultura di Ozieri. L'apice si raggiunse con la civiltà nuragica, la maggior esperta nella lavorazione del bronzo del Mediterraneo, fonderie si sono ritrovate un po' in tutta l'isola, tra cui anche negli scavi archeologici condotti nei pressi della chiesa di S. Luca, vicino Chilivani. Sono questi i secoli che valsero alla Sardegna il titolo greco di Argyròphleps nesos, cioè l'isola dalle vene d'argento.
Tra l'VIII ed il VI secolo a.C., con i Fenici ed i Punici stanziati nell'isola, si raggiunse il picco dello sfruttamento delle miniere di rame per la produzione del bronzo. L'età del ferro fece tramontare l'astro sardo, ma sono attestate fonderie di ferro anche in Sardegna, tra V e III secolo a.C.. Furono i Romani ad ampliare la gamma dei minerali estratti e a lasciarci la maggior parte dei siti minerari, che spesso saranno poi riattivati nel XVIII-XIX secolo. Nel corso del Medioevo l'attività estrattiva si concentrò soprattutto nel Sulcis–Iglesiente (in particolare miniere di argento), ad opera dei feudatari pisani Della Gherardesca. Con l'arrivo dei Catalano-Aragonesi l'attività mineraria proseguì, anche aprendo il mercato ad investitori stranieri. Ciò accadde fino ai primi decenni del XVI secolo, quando i giacimenti sardi persero di interesse a seguito della scoperta dell'America e dei suoi ricchissimi giacimenti di argento. Solo nei primi del XVII secolo si avviò la ricerca di nuovi giacimenti (anche di stagno e pietre dure), soprattutto in Iglesiente, Ogliastra e Barbagia, ma non si ebbe la ripresa auspicata a causa della difficile situazione logistica di queste aree montane.

### Età moderna
A partire dal 1720 con il dominio dei Savoia, la Sardegna conosce un rifiorimento dell'attività estrattiva: nel 1804 erano attive 59 miniere, di cui 5 di argento, 8 di rame, 13 di ferro, 20 di piombo, 4 di piombo argentifero e 4 di altri minerali. Nel 1840 fu emanata una legge, estesa alla Sardegna nel 1848, che sanciva la proprietà statale del sottosuolo, e quindi l'esclusività del potere governativo nell'accordare le concessioni minerarie: il proprietario del terreno interessato da attività estrattive ha diritto al solo risarcimento dei danni arrecati dall'attività di scavo eseguita. La seconda metà dell'Ottocento vede la Sardegna battuta in lungo e in largo da potenziali investitori, italiani e stranieri, che sperano di arricchirsi sfruttando le miniere di argento, piombo, zinco, manganese, carbone, rame, ecc., grazie anche al basso costo della manodopera.
Parallelamente all'ingaggio della manovalanza sarda, si facevano giungere nell'isola quanti più possibile minatori esperti del nord Italia. I grandi distretti minerari furono quello del Sulcis-Iglesiente e quello della Nurra, ma ebbero discreto rilievo anche quelli delle Barbagie, del Sarrabus e Ogliastra. Ebbero grande sviluppo le miniere di piombo, zinco (di cui la Sardegna, verso la fine dell'Ottocento, ebbe il primato europeo) e argento.

## Le miniere
Quintino Sella nel trattato Sulle condizioni dell'industria mineraria nell'isola di Sardegna pubblicato a Firenze nel 1871 non fa menzione dell'esistenza di miniere nel territorio di Ozieri e nemmeno di permessi di ricerca o concessioni, infatti proprio sul finire del XIX secolo che si decide di riattivare sia le antichissime miniere abbandonate di Ozieri che alcune nuove.
Nella carta della Sardegna redatta dall'Associazione Mineraria Sarda nel 1921 si contano 13 siti minerari (con permessi o concessioni vigenti) nell'area compresa tra gli abitati di Ozieri, Oschiri e Pattada.
Le miniere ubicate nel territorio di Ozieri sono quelle di:
- Bena de Padru (un filone cuprifero scoperto nel 1902 fu sfruttato fino al 1920);
- Monte Tramentu (ricerche minerarie eseguite dal 1953 al 1959, relative a rame, piombo e zinco);
- Ortu Sanu (si hanno notizie risalenti al 1919, riguardo ricerche che diedero scarsi risultati);
- Pupuione (piccoli filoni di ematite e limonite documentati intorno al 1927);
- Monte Littu (un filone sfaleritico con galena contenente tracce di argento);
- Badu ‘e Rughe (documentata dal 1880 per l'estrazione di galena, sfalerite e calcopirite);
- Sos Fangos (miniera di carbon fossile dotata di pozzo di discesa, ma mai attivata);
- Monte Cheja (si tratta di un saggio, probabilmente per l'estrazione di manganese attestata almeno dal 1921);
- Suelzu (estrazione di piombo e argento, attiva dal 1880);
- Vigne (estrazione di galena dalla fine del XIX secolo).

## L'attività estrattiva di Suelzu
La miniera di Suelzu era un giacimento di solfuri le cui prime esplorazioni vennero intraprese intorno al 1880, nel 1891 fu dichiarata la scoperta ed iniziarono i lavori ufficiali. I livelli principali di questa miniera erano denominati San Gaetano e Santa Barbara, raggiungibili dai minatori con un montacarichi, entrambi i livelli avevano un'ottima resa che permise di sfruttare il giacimento fino al 1903 anno in cui i lavori vennero sospesi.
Dal 1938 al 1955 riprese l'attività mineraria a periodi alterni (in principio proprietà degli ozieresi Comida, poi dell'ing. Pellarini). Prima della seconda guerra mondiale si registra la morte di un minatore ozierese, un certo Pala, per motivi che non conosciamo. Nel 1957 la miniera cambiò il suo nome (da “Suelzu” a “Vigne”), a seguito della cessione della concessione tra società. In poco tempo la stessa chiudeva per l'esiguità delle scorte di minerale rimaste. Ad Ozieri fino a pochi anni fa viveva ancora l'ultimo minatore della miniera di Suelzu: Gavino Uleri (Ozieri, 1924). Il sig. Uleri lavorò nella miniera a partire dalla sua ultima riapertura avvenuta intorno al 1945 e fino alla definitiva chiusura avvenuta verso il 1952. In questo lasso di tempo la proprietà era stata acquisita dalla “Società Mineraria Romana” dell'ingegnere Giorgio Pellarini, che l'aveva rilevata dai precedenti proprietari Comida. L'ingegnere non aveva altre miniere in Sardegna, ma almeno una volta al mese visitava quella di Ozieri. Suelzu era diretta dal sig. Martinelli (poi stabilitosi definitivamente a Ozieri, dove mise su famiglia). L'ufficio e la residenza del direttore era presso “villa Pietri”, cioè la proprietà immediatamente confinante con la miniera. Alle dipendenze della società, in questi anni, lavoravano circa 38 uomini, tra minatori, capi-turno (cioè i caposquadra), carpentieri (per l'armatura delle strutture lignee delle gallerie), muratori (costruttori e manutentori delle strutture in superficie e del pozzo), elettricisti (addetti alla manutenzione degli impianti di illuminazione, elevazione e perforazione), e custode (con abitazione ricavata in una porzione della laveria).
L'attività estrattiva era incentrata sul minerale piombo-argentifero, ma con importanti presenze anche di zinco (in realtà i minerali sarebbero molti, tra cui anche un buon tenore d'oro, ma quelli che venivano commercializzati erano il piombo e l'argento). I minatori giungevano sul luogo di lavoro dalle loro abitazioni di Ozieri con i propri mezzi. L'attività procedeva 24 ore al giorno, in 3 turni di lavoro da 8 ore ciascuno. Ogni turno aveva il suo capo-turno che organizzava il lavoro della squadra di minatori (tra cui almeno un “fuochino” addetto alle mine a base di dinamite). L'avanzamento della miniera avveniva tramite l'uso di grandi perforatrici orizzontali motorizzate, coadiuvate da moto-picchi laddove necessario.
Appena riaperta la miniera, verso il 1945, si decise di sfruttare fino all'esaurimento l'unico livello allora presente (detto di “S. Gaetano”), posto ad una profondità di m 32. Questo livello raggiunse una lunghezza di circa 800 metri sviluppata in direzione nord, sbucando in prossimità della strada vicinale di “Binzas de mela”, vicino alla struttura alberghiera denominata “Villa Logudoro”. Di fatto questo livello era accessibile direttamente dal fondo della galleria. In contemporanea con lo sfruttamento del primo livello si pose mano alla realizzazione del secondo (detto di “S. Barbara”), che giunse ad una profondità di circa 89 metri ed una lunghezza finale di circa 1200 metri, con sviluppo in direzione sud-ovest, verso Monte Ini – Monte Littu. Per la realizzazione di questo livello fu allungato e irrobustito il pozzo esistente, costruito in muratura. Al suo interno funzionava un ampio elevatore monta-carichi elettrico che serviva sia per il trasporto del personale, che per il sollevamento del materiale estratto. Man mano che il fronte di estrazione andava avanti (ogni giorno venivano fatte brillare mine in entrambi i livelli e le due perforatrici funzionarono per molto tempo in contemporanea), il materiale estratto veniva caricato nei carrelli su binario, che scaricavano il contenuto nel montacarichi. Giunto in superficie il materiale veniva sminuzzato e spostato nell'adiacente laveria dove, con l'ausilio di scivoli metallici, avveniva la cernita dei minerali. Il materiale di scarto veniva smaltito nei terreni adiacenti, mentre l'argento, il piombo e lo zinco veniva caricato sui vagoni della vicina ferrovia e portato al grosso centro estrattivo dell'Argentiera (incentrato su un minerale identico); solo negli ultimissimi anni di attività il minerale venne avviato direttamente al porto per l'imbarco verso il Continente. L'acqua necessaria per la laveria proveniva da alcuni pozzi dell'area.

## L'attività estrattiva di Vigne
Altra miniera degna di approfondimento è quella di Vigne, ubicata a qualche centinaia di metri da quella di Suelzu. Anche qui veniva estratta la galena: gli avanzi di lavorazione possono ancora vedersi nella scarpata sottostante la laveria. È possibile che questa miniera fosse aperta verso la fine dell'Ottocento, in quanto l'architettura della laveria esistente è perfettamente coincidente con questa epoca. Non è stato possibile individuare l'ingresso della miniera ma, presumibilmente doveva essere a circa 35 metri a nord della laveria in un grosso buco recentemente ostruito per motivi di sicurezza, e terminava circa 60 metri più avanti, in adiacenza alla strada vicinale di “Binzas de Mela”. L'uscita è attualmente ostruita e inaccessibile. La lunghezza della galleria nota di questa miniera, se paragonata a quella di Suelzu, appare veramente di estensione ridotta; è però possibile che all'interno della galleria suddetta vi fossero altre diramazioni. Inoltre non va dimenticato che le grosse perforatrici ed i martelli pneumatici saranno adottati dalle miniere più importanti solo nel primo dopoguerra e che fino ad allora lo scavo avveniva con i picchi a mano, oltre che con l'ausilio delle mine (dal 1744 a base di polvere nera, e dal 1875 a base di dinamite). Tra l'edificio della laveria ed il presunto ingresso del pozzo rimangono numerosi ruderi di murature, probabilmente magazzini della miniera. Oggi, della vecchia miniera, resta solamente la laveria.

## Condizioni di lavoro
Negli anni del 1800, i minatori sardi avevano in genere tra i 15 ed i 50 anni di età, e la loro giornata lavorativa era di 8 ore (mentre chi lavorava in superficie poteva arrivare anche a 12 ore).
Negli anni 1940 - 1950, la vita dei minatori, qui, era tutto sommato tranquilla: la paga era buona (soprattutto se raffrontata con quella dei braccianti agricoli e dell'edilizia), l'ambiente di lavoro (cioè le gallerie) aveva un clima mite, anche se umido, ma privo di quelle polveri cancerogene tipiche delle miniere di carbone, infine erano pressoché assenti i rischi di crollo delle gallerie (la roccia era piuttosto compatta e coesa). La società mineraria forniva tutta l'attrezzatura necessaria agli operai, dalle tute ai caschi con fiammella, dalle lampade ad acetilene ad ogni altro attrezzo necessario. Il pasto veniva portato da casa e consumato all'interno delle gallerie, negli slarghi e nelle aree più accoglienti. L'avvicendamento dei turni avveniva direttamente dentro la miniera, per non lasciare sguarnita l'area di lavoro.
Le strutture di sostegno e contenimento delle gallerie erano realizzate dai carpentieri con travi e pilastri di legno e tavole. L'illuminazione elettrica percorreva interamente le gallerie. A detta del sig. Uleri la miniera era redditizia, grazie ad un minerale di prima scelta e abbondante, e la chiusura dell'attività estrattiva restò perciò abbastanza incomprensibile. La gran parte dei minatori di Suelzu, perso il lavoro, fu attratta dalle offerte di lavoro provenienti dalla miniere di carbone della Francia e del Belgio. I lavoratori vi si trasferirono a decine, andando incontro ad una vita di grande sacrifici e rischi per la vita e per la salute.